# Mød min "måske" kone
Just Go with It er en amerikansk romantisk komediefilm fra 2011, instrueret af Dennis Dugan og produceret af Adam Sandler, som også medvirker i filmen. I øvrige roller ses blandt andre Jennifer Aniston, Nicole Kidman, Nick Swardson og Brooklyn Decker.

## Plot
Filmen handler om Katherine (Jennifer Aniston) som hjælper sin bedste ven med af få en pige han godt kan lide, men det ender med at hun bliver forelsket i ham.

## Medvirkende
- Adam Sandler som Dr. Danny Maccabee
- Jennifer Aniston som Katherine Murphy / Devlin Maccabee
- Brooklyn Decker som Palmer Dodge
- Bailee Madison som Maggie Murphy
- Griffin Gluck som Michael Murphy
- Nicole Kidman som Devlin Adams
- Nick Swardson som Eddie Simms / Dolph Lundgren
- Dave Matthews som Ian Maxtone-Jones
- Rachel Dratch som Kirsten Brant
- Kevin Nealon som Adon
- Heidi Montag som Kimberly
- Minka Kelly som Joanna Damon
- Dan Patrick som Tanner Patrick
- Mario Joyner som Henderson
- Keegan-Michael Key som Ernesto
- Allen Covert som Brian (Soul Patch)
- Andy Roddick som sig selv
- DJ Burton som Ernesto